# Holliday (Teksas)
Holliday je grad u američkoj saveznoj državi Teksas. Prema popisu stanovništva iz 2010. u njemu je živjelo 1.758 stanovnika.